# 麻生田村
麻生田村（あそうだむら）は、愛知県宝飯郡にかつてあった村。
現在の豊川市の一部（向河原町・二葉町・麻生田町・谷川町・大橋町など）に該当する。

## 歴史
- 1875年（明治8年） - 楠木村と楽筒村が合併し、二葉村となる。
- 1889年（明治22年）10月1日 - 麻生田村、谷川村、二葉村、楽筒村、向河原村が合併し、麻生田村が発足。
- 1906年（明治39年）7月1日 - 豊川町、睦美村の大部分[1]と合併し、豊川町が発足。同日麻生田村は廃止。